# Ray LaHood
Ray LaHood (6 de diciembre de 1945, Peoria, Illinois) es un político estadounidense que ejerció como Secretario de Transporte de los Estados Unidos entre 2009 y 2013, durante la primera Administración Obama. Considerado un político moderado, es miembro del Partido Republicano.  
Hijo del matrimonio formado por Edward M. LaHood, un libanés-americano que fue administrador de un restaurante, y Mary A. LaHood (Vogel de soltera), de origen alemán. En 1971 obtuvo el título de Bachiller en Artes por la Universidad de Bradley.  
Fue miembro de la Cámara de Representantes por el 18.º distrito congresional de Illinois durante 14 años (1995 - 2009). Durante ese período, se destacó por ser un gran defensor de las iniciativas bipartidistas, apostando por acuerdos entre republicanos y demócratas; además de trabajar en áreas sobre transporte en la Cámara, primero como miembro del Comité de Infraestructura, y después en el Comité de Asignaciones.  
El 19 de diciembre de 2008, el presidente electo Barack Obama nominó a LaHood al puesto de Secretario de Transporte, como parte de sus esfuerzos por construir un Gabinete bipartidista. El Senado confirmó su nombramiento el 21 de enero de 2009, convirtiéndose junto al Secretario de Defensa Robert Gates en uno de los dos políticos republicanos integrantes del Gabinete Obama.   
El 29 de enero de 2013, nueve días después del inicio del segundo mandato presidencial de Obama, LaHood anunció su decisión de no continuar como Secretario de Transporte. Fue sustituido por el alcalde de Charlotte, Anthony Foxx.
Su hijo, Darin LaHood, es, desde septiembre de 2015, representante ante el Congreso por el mismo distrito congresional que ocupó su padre.